# Onciale 068
L'Onciale 068 (numerazione Gregory-Aland; "ε 3" nella numerazione Soden), è un codice manoscritto onciale del Nuovo Testamento, in lingua greca, datato paleograficamente al V secolo.

## Testo
Il codice è composto da 2 spessi fogli di pergamena di 260 per 240 mm, contenenti brani del Vangelo secondo Giovanni (13,16-27; 16,7-19). Il testo è scritto in due colonne per pagina e 18 linee per colonna.

### Critica testuale
Il testo del codice è rappresentativo del tipo testuale alessandrino. Kurt Aland lo ha collocato nella Categoria III.

## Storia
Il codice è conservato alla British Library (Add. 17136) a Londra.